# Гордона
Го̀рдона (на италиански: Gordona, на западноломбардски: Gùrduna, Гурдуна) е село и община в Северна Италия, провинция Сондрио, регион Ломбардия. Разположено е на 283 m надморска височина. Населението на общината е 1970 души (към 2019 г.).
В 1 януари 2015 г. село Менарола става част от общината.